# Protomicroplitis pyrene
Protomicroplitis pyrene är en stekelart som beskrevs av Nixon 1965. Protomicroplitis pyrene ingår i släktet Protomicroplitis och familjen bracksteklar. Inga underarter finns listade i Catalogue of Life.